# آنتونی کاتن
آنتونی کاتن (انگلیسی: Anthony J. Cotton) ژنرال نیروی هوایی ایالات متحده آمریکا است، که از دسامبر ۲۰۲۲ به‌عنوان دوازدهمین فرمانده ستاد فرماندهی استراتژیک ایالات متحده آمریکا فعالیت می‌کند.
کاتن فعالیت نظامی را از سال ۱۹۸۶ در نیروی هوایی آمریکا آغاز کرد، از ۲۰۱۰ تا ۲۰۱۱ فرمانده بال ۳۴۱ موشکی بود، در فاصله سال‌های ۲۰۱۱ تا ۲۰۱۳ فرماندهی بال ۴۵ فضایی را برعهده داشت و از ۲۰۱۳ تا ۲۰۱۵ معاون مدیر دفتر ملی شناسایی بود. 
وی در فاصله سال‌های ۲۰۱۵ تا ۲۰۱۸ فرماندهی نیروی هوایی دوازدهم را برعهده داشت، از ۲۰۱۸ تا ۲۰۱۹ به‌عنوان رئیس دانشگاه هوایی فعالیت می‌کرد، از ۲۰۱۹ تا ۲۰۲۱ جانشین فرماندهی تهاجم جهانی نیروی هوایی بود و از ۲۰۲۱ تا ۲۰۲۲ فرماندهی تهاجم جهانی نیروی هوایی را برعهده داشت.